# EuroCoupe de basket-ball 2007-2008
Pour les articles homonymes, voir EuroCup.
Navigation
Édition précédente Édition suivante
L’EuroCoupe de basket-ball 2007-2008 (ou FIBA EuroCup 2007-08) est la 5e édition de la troisième compétition européenne de clubs de basket-ball, appelée aujourd'hui EuroChallenge. Elle ne doit pas être méprise avec l'EuroCoupe ULEB (anciennement Coupe ULEB) issue de la fusion des anciennes coupes Saporta et Korać.

## Déroulement
La compétition est ouverte à trente-huit équipes, issues de vingt-trois pays. Les équipes provenant de ligues mineures au classement FIBA ou les équipes médiocrement classées dans une ligue majeure du classement FIBA jouent le premier tour préliminaire. Les vainqueurs du 1er tour rejoignent les équipes mieux classées dans leur ligue respective pour le second tour préliminaire. Les vainqueurs du second tour avancent au tour de qualificatif (matchs de poule) dont les deux premiers de chaque groupe sont qualifiés pour les quarts de finale. Les équipes gagnantes jouent alors le Final Four au Palais des Sports Spyros Kyprianou à Chypre.
1er tour préliminaire
Douze équipes jouent le 1er tour préliminaire. Chaque équipe joue 2 rencontres (aller et retour). Les vainqueurs rejoignent le deuxième tour préliminaire.
2e tour préliminaire
Les équipes gagnantes du 1er tour préliminaire rejoignent celles du second tour. Chaque équipe joue 2 rencontres (aller et retour). Les vainqueurs rejoignent tour qualificatif.
Tour qualificatif
16 équipes sont issues du 2e tour préliminaire et sont réparties en quatre groupes. Chaque groupe voit ses équipes se rencontrer 2 fois en matchs aller et retour. Les deux premiers de chaque groupe disputent les quarts de finale.
Quarts de finale
Les deux premiers de chaque groupe avancent en quart de finale. Les équipes se disputent alors en deux rencontres (voire trois si besoin d'un match d'appui). Les vainqueurs avancent alors pour le Final Four.
Final Four
Les vainqueurs des quarts avancent au Final Four. Les demi-finales, la finale et le match pour la 3e place se jouent sur un match sec au Palais des Sports Spyros Kyprianou à Chypre.

## Équipes participantes
| Pays | nombre d'équipes | Équipes (classement en championnat national) | Équipes (classement en championnat national) | Équipes (classement en championnat national) | Équipes (classement en championnat national) | Équipes (classement en championnat national) |
| ---- | ---------------- | -------------------------------------------- | -------------------------------------------- | -------------------------------------------- | -------------------------------------------- | -------------------------------------------- |
|      | 5                | PAOK BC (6)                                  | Olympia Larissa (7)                          | Maroussi Athènes (8)                         | AEK Athènes (9)                              | Olympiada Patras (10)                        |
|      | 4                | Lokomotiv Rostov (5)                         | Spartak Saint-Pétersbourg (8)                | CSK VSS Samara (9)                           | Ural Great Perm (11)                         |                                              |
|      | 4                | BC Cherkasky (3)                             | Khimik Youjne (4)                            | BC Dnipro(6)                                 | BC Odessa (9)                                |                                              |
|      | 3                | AEL Limassol (1)                             | APOEL Nicosie (2)                            | Keravnós Strovólou (4)                       |                                              |                                              |
|      | 2                | KK Zagreb (3)                                | KK Cedevita (5)                              |                                              |                                              |                                              |
|      | 2                | Cholet Basket (7)                            | BCM Gravelines (8)                           |                                              |                                              |                                              |
|      | 2                | Elba Timişoara (4)                           | U Mobitelco Cluj (5)                         |                                              |                                              |                                              |
|      | 1                | Dexia Mons-Hainaut (6)                       |                                              |                                              |                                              |                                              |
|      | 1                | KK Igokea (3)                                |                                              |                                              |                                              |                                              |
|      | 1                | Spartak Pleven (6)                           |                                              |                                              |                                              |                                              |
|      | 1                | BK Prostějov (3)                             |                                              |                                              |                                              |                                              |
|      | 1                | Bakken Bears (1)                             |                                              |                                              |                                              |                                              |
|      | 1                | Tartu Ülikool/Rock (1)                       |                                              |                                              |                                              |                                              |
|      | 1                | Lappeenranta (6)                             |                                              |                                              |                                              |                                              |
|      | 1                | Energy Invest (1)                            |                                              |                                              |                                              |                                              |
|      | 1                | KR Reykjavik (2)                             |                                              |                                              |                                              |                                              |
|      | 1                | Ironi Nahariya (5)                           |                                              |                                              |                                              |                                              |
|      | 1                | Barons LMT (3)                               |                                              |                                              |                                              |                                              |
|      | 1                | BC Strumica (1)                              |                                              |                                              |                                              |                                              |
|      | 1                | Amsterdam (6)                                |                                              |                                              |                                              |                                              |
|      | 1                | KK Laško (4)                                 |                                              |                                              |                                              |                                              |
|      | 1                | Plannja Basket (1)                           |                                              |                                              |                                              |                                              |
|      | 1                | Bandırma Banvit (7)                          |                                              |                                              |                                              |                                              |

## Compétition

### Tours préliminaires
| Équipe                    | Total | Équipe           | 1er match | 2e match | Total     |
| ------------------------- | ----- | ---------------- | --------- | -------- | --------- |
| Energy Invest             | 0 - 2 | Amsterdam        | 77 - 87   | 63 - 101 | 140 - 188 |
| BC Dnipro                 | 1 - 1 | Elba Timişoara   | 64 - 74   | 82 - 71  | 146 - 145 |
| KK Cedevita               | 1 - 1 | BC Strumica      | 76 - 72   | 69 - 75  | 145 - 147 |
| Spartak Pleven            | 1 - 1 | Olympiada Patras | 76 - 71   | 71 - 85  | 147 - 156 |
| Spartak Saint-Pétersbourg | 2 - 0 | BC Odessa        | 86 - 76   | 88 - 86  | 174 - 162 |
| KK Igokea                 | 1 - 0 | Bakken Bears     | 68 - 62   | 71 - 71  | 139 - 133 |

| Équipe                    | Total | Équipe             | 1er match | 2e match      | Total     |
| ------------------------- | ----- | ------------------ | --------- | ------------- | --------- |
| Olympiada Patras          | 0 - 2 | Ural Great Perm    | 66 - 80   | 60 - 77       | 157 - 126 |
| Spartak Saint-Pétersbourg | 1 - 1 | Maroussi Athènes   | 62 - 65   | 84 - 75       | 146 - 140 |
| BC Strumica               | 0 - 2 | Lokomotiv Rostov   | 57 - 67   | 69 - 87       | 126 - 154 |
| KK Igokea                 | 1 - 1 | Khimik Youjne      | 102 - 80  | 69 - 99       | 171 - 179 |
| Spartak Saint-Pétersbourg | 2 - 0 | BC Odessa          | 86 - 76   | 88 - 86       | 174 - 162 |
| Barons LMT                | 1 - 1 | Ironi Nahariya     | 81 - 77   | 80 - 83       | 161 - 160 |
| Amsterdam                 | 0 - 2 | Dexia Mons-Hainaut | 63 - 73   | 62 - 88       | 125 - 161 |
| BC Dnipro                 | 0 - 2 | AEL Limassol       | 53 - 64   | 69 - 104      | 122 - 168 |
| Plannja Basket            | 0 - 2 | CSK VSS Samara     | 73 - 91   | 70 - 84       | 143 - 175 |
| KR Reykjavik              | 0 - 2 | Bandırma Banvit    | 79 - 96   | 83 - 95       | 162 - 191 |
| KK Laško                  | 0 - 2 | Olympia Larissa    | 64 - 72   | 82 - 83       | 146 - 155 |
| Lappeenranta              | 1 - 1 | Keravnós Strovólou | 87 - 71   | 86 - 95       | 173 - 166 |
| Tartu Ülikool/Rock        | 2 - 0 | BK Prostějov       | 94 - 69   | 76 - 72       | 170 - 141 |
| PAOK BC                   | 2 - 0 | U Mobitelco Cluj   | 79 - 74   | 71 - 65       | 150 - 139 |
| AEK Athènes               | 1 - 1 | Cholet Basket      | 91 - 82   | 55 - 78       | 146 - 160 |
| KK Zagreb                 | 2 - 0 | BCM Gravelines     | 85 - 62   | 100 - 88      | 185 - 150 |
| APOEL Nicosie             | 1 - 1 | BC Cherkasky       | 90 - 74   | 83 - 104 (P)* | 173 - 178 |

* P : Prolongations

### Phase régulière
Dans chacun des 4 groupes de 4 équipes chacun, les deux meilleures équipes se qualifient pour les quarts de finale qui se jouent en confrontation directe au meilleur de trois matchs.

#### Groupe A
|    | Équipe             | J | G | P | Pp  | Pc  | Diff |
| -- | ------------------ | - | - | - | --- | --- | ---- |
| 1. | Tartu Ülikool/Rock | 6 | 5 | 1 | 481 | 438 | +43  |
| 2. | CSK VSS Samara     | 6 | 5 | 1 | 459 | 426 | +33  |
| 3. | Lappeenrannan      | 6 | 1 | 5 | 483 | 506 | -23  |
| 4. | PAOK BC            | 6 | 1 | 5 | 418 | 471 | -53  |

#### Groupe B
|    | Équipe             | J | G | P | Pp  | Pc  | Diff |
| -- | ------------------ | - | - | - | --- | --- | ---- |
| 1. | Dexia Mons-Hainaut | 6 | 4 | 2 | 449 | 422 | +27  |
| 2. | Ural Great Perm    | 6 | 4 | 2 | 461 | 429 | +32  |
| 3. | Cherkasky          | 6 | 3 | 3 | 465 | 507 | -42  |
| 4. | Bandırma Banvit    | 6 | 1 | 5 | 473 | 490 | -17  |

#### Groupe C
|    | Équipe                    | J | G | P | Pp  | Pc  | Diff |
| -- | ------------------------- | - | - | - | --- | --- | ---- |
| 1. | AEL Limassol              | 6 | 4 | 2 | 494 | 455 | +39  |
| 2. | KK Zagreb                 | 6 | 4 | 2 | 460 | 461 | -1   |
| 3. | Olympia Larissa           | 6 | 3 | 3 | 400 | 416 | -16  |
| 4. | Spartak Saint-Pétersbourg | 6 | 1 | 5 | 436 | 458 | -22  |

#### Groupe D
|    | Équipe           | J | G | P | Pp  | Pc  | Diff |
| -- | ---------------- | - | - | - | --- | --- | ---- |
| 1. | Barons LMT       | 6 | 4 | 2 | 463 | 439 | +24  |
| 2. | Khimik Youjne    | 6 | 4 | 2 | 449 | 436 | +13  |
| 3. | Lokomotiv Rostov | 6 | 2 | 4 | 432 | 438 | -6   |
| 4. | Cholet Basket    | 6 | 2 | 4 | 430 | 461 | -31  |

### Quarts de finale
| Équipe 1           | Cumul | Équipe 2        | match aller | match retour | match d'appui |
| ------------------ | ----- | --------------- | ----------- | ------------ | ------------- |
| Tartu Ülikool/Rock | 2 - 1 | Ural Great Perm | 78 - 75     | 61 - 68      | 89 - 77       |
| Dexia Mons-Hainaut | 2 - 0 | CSK VSS Samara  | 92 - 66     | 87 - 86      | -             |
| AEL Limassol       | 2 - 0 | Khimik Youjne   | 70 - 65     | 87 - 76      | -             |
| Barons LMT         | 2 - 1 | KK Zagreb       | 67 - 58     | 74 - 80      | 96 - 91       |

### Final Four
Le Final Four se passe à Limassol, au Palais des Sports Spyros Kyprianou. Les vainqueurs des quarts de finale y participent.
|  | Demi-finales       | Demi-finales       |            |    | Finale            | Finale            |
|  | Demi-finales       | Demi-finales       |            |    | Finale            | Finale            |
|  |                    |                    |            |    |                   |                   |
|  | 18 avril, 17 h 30  | 18 avril, 17 h 30  |            |    | 20 avril, 20 h 00 | 20 avril, 20 h 00 |
|  | 18 avril, 17 h 30  | 18 avril, 17 h 30  |            |    | 20 avril, 20 h 00 | 20 avril, 20 h 00 |
|  | Tartu Ülikool/Rock | 82                 |            |    | 20 avril, 20 h 00 | 20 avril, 20 h 00 |
|  | Tartu Ülikool/Rock | 82                 |            |    | 20 avril, 20 h 00 | 20 avril, 20 h 00 |
|  | Barons LMT         | 88                 |            |    | 20 avril, 20 h 00 | 20 avril, 20 h 00 |
|  | Barons LMT         | 88                 | Barons LMT | 63 |                   |                   |
|  | 18 avril, 20 h 00  |                    | Barons LMT | 63 |                   |                   |
|  |                    | Dexia Mons-Hainaut | 62         |    |                   |                   |
|  | Dexia Mons-Hainaut | Dexia Mons-Hainaut | 62         | 70 |                   |                   |
|  | Dexia Mons-Hainaut |                    |            | 70 |                   |                   |
|  | AEL Limassol       | 55                 |            |    |                   |                   |
|  | AEL Limassol       | 55                 | 3e place   |    |                   |                   |
|  |                    |                    |            |    |                   |                   |
|  | 20 avril, 17 h 30  |                    |            |    |                   |                   |
|  |                    |                    |            |    |                   |                   |
|  | Tartu Ülikool/Rock | 70                 |            |    |                   |                   |
|  | Tartu Ülikool/Rock | 70                 |            |    |                   |                   |
|  | AEL Limassol       | 79                 |            |    |                   |                   |
|  | AEL Limassol       | 79                 |            |    |                   |                   |

## Leaders de la compétition

### Points
| #  | Joueur         | Équipe       | Matchs joués | Points marqués | PPM   |
| -- | -------------- | ------------ | ------------ | -------------- | ----- |
| 1. | Adrian Henning | Lappeenranta | 8            | 165            | 20,62 |

### Rebonds
| #  | Joueur        | Équipe          | Matchs joués | Rebonds | RPM   |
| -- | ------------- | --------------- | ------------ | ------- | ----- |
| 1. | Kenny Adeleke | Bandırma Banvit | 8            | 88      | 11,00 |

### Passes
| #  | Joueur         | Équipe    | Matchs joués | Passes | PaPM |
| -- | -------------- | --------- | ------------ | ------ | ---- |
| 1. | Jakov Vladović | KK Zagreb | 11           | 75     | 6,82 |